# Мамедов, Надыр Байрам оглы
Надыр Байрам оглы Мамедов (азерб. Nadir Bayram oğlu Məmmədov; род. 1 июля 1928, Казахский уезд) — советский азербайджанский виноградарь, Герой Социалистического Труда (1949).

## Биография
Родился 1 июля 1928 года в селе Алимарданлы Казахского уезда Азербайджанской ССР (ныне село в Товузском районе).
В 1943—1975 годах — колхозник, звеньевой, заведующий амбаром колхоза имени Низами, с 1976 года — рабочий совхоза имени Низами Таузского района. В 1948 году получил урожай винограда 235,8 центнеров с гектара на площади 3 гектара поливных виноградников.
Указом Президиума Верховного Совета СССР от 21 июля 1949 года за получение высоких урожаев винограда в 1948 году Мамедову Надыру Байрам оглы присвоено звание Героя Социалистического Труда с вручением ордена Ленина и золотой медали «Серп и Молот».
Активно участвовал в общественной жизни Азербайджана. Член КПСС с 1967 года.